# Steindorf
Steindorf est une commune de Bavière (Allemagne) de 902 habitants, située dans l'arrondissement d'Aichach-Friedberg.